# Крум (село)
Крум (болг. Крум) — село в Болгарии. Находится в Хасковской области, входит в общину Димитровград. 
Население на 15 июня 2020 г. составляет 337 человек.

## Политическая ситуация
В местном кметстве Крум, в состав которого входит Крум, должность кмета (старосты) исполняет Георги Петков Ангелов (независимый) по результатам выборов правления кметства.
Кмет (мэр) общины Димитровград — Стефан Димитров Димитров (коалиция партий: Союз свободной демократии (ССД), Земледельческий народный союз (ЗНС), Болгарская рабочая социал-демократическая партия (БСДП), «Новые лидеры» (НЛ)) по результатам выборов в правление общины.